# Milano-Mantova 1906
La Milano-Mantova 1906, prima storica edizione della corsa, si svolse il 20 maggio 1906 su un percorso di 220 km. La vittoria fu appannaggio dell'italiano Giovanni Rossignoli, che completò il percorso in 7h39'10", precedendo i connazionali Giovanni Cuniolo e Giulio Tagliavini.
Sul traguardo di Mantova 8 ciclisti portarono a termine la competizione. 

## Ordine d'arrivo (Top 8)
| Pos. | Corridore           | Squadra         | Tempo    |
| ---- | ------------------- | --------------- | -------- |
| 1    | Giovanni Rossignoli | Turkheimer      | 7h39'10" |
| 2    | Giovanni Cuniolo    | Rudge Whitworth | ?        |
| 3    | Giulio Tagliavini   | Turkheimer      | ?        |
| 4    | Luigi Ganna         | Rudge Whitworth | ?        |
| 5    | Carlo Galetti       | Rudge Whitworth | ?        |
| 6    | Battista Danesi     | Rudge Whitworth | ?        |
| 7    | Cesare Brambilla    | Bianchi         | ?        |
| 8    | Clemente Canepari   | Turkheimer      | ?        |